# Qatar Stars League 2014-15
La liga catarí 2014–15, también conocida como Qatar Stars League, fue la 42.ª edición del campeonato de máxima categoría en Catar. La temporada comenzó el 21 de agosto de 2014. 
El Lekhwiya SC se coronó campeón a falta de 3 jornadas, obteniendo su cuarta corona.

## Equipos
El Al Shamal fue promovido como campeón de la Qatargas League 2013-14. Ellos estuvieron por última vez en la temporada 2009-10. El subcampeón Al-Shahania SC fue el otro ascendido, haciendo su debut en la máxima categoría. Sustituyeron a los clubes Al Mu'aidar SC y Al Rayyan SC.

### Datos generales
| Club              | Ciudad             | Estadio          | Capacidad | Entrenador       |
| ----------------- | ------------------ | ---------------- | --------- | ---------------- |
| Al-Ahli           | Doha               | Grand Hamad      | 13,000    | Zlatko Kranjčar  |
| Al-Arabi SC       | Doha               | Al-Arabi SC      | 13,000    | Daniel Carreño   |
| Al-Gharafa SC     | Al Gharafa         | Thani bin Jassim | 25,000    | Marcos Paquetá   |
| Al-Kharitiyath SC | Al Khor            | Al-Khor SC       | 13,000    | Amar Osim        |
| Al-Khor SC        | Al Khor            | Al-Khor SC       | 13,000    | László Bölöni    |
| Al-Sadd SC        | Doha               | Al-Sadd SC       | 14,000    | Hussein Amotta   |
| Al-Sailiya SC     | Doha               | Jassim Bin Hamad | 14,000    | Sami Trabelsi    |
| Al-Shahania       | Al Gharafa         | Thani bin Jassim | 25,000    | Luka Bonačić     |
| Al-Shamal SC      | Madinat ash Shamal | Al-Shamal        | 5,000     | Silvio Diliberto |
| Al-Wakrah SC      | Al Wakrah          | Al-Wakrah SC     | 12,000    | Goran Tufegdžić  |
| El Jaish SC       | Doha               | Lekhwiya SC      | 15,000    | Sabri Lamouchi   |
| Lekhwiya SC       | Doha               | Lekhwiya SC      | 15,000    | Michael Laudrup  |
| Qatar SC          | Doha               | Qatar SC         | 13,000    | Radhi Shenaishil |
| Umm-Salal         | Umm Salal          | Umm Salal        | 13,000    | Bülent Uygun     |

### Cambios de estadio
- El club El Jaish fue movido fuera del Qatar SC Stadium para el Lekhwiya SC Stadium.
- El club Al Ahli fuemovido fuera del Al-Ahli SC Stadium para el Al-Arabi SC Stadium.
- El club Al Sailiyafue movido fuera del Al-Rayyan SC Stadium para el Al-Sadd SC Stadium.
- El club Umm Salal SC fue movido fuera del Al-Arabi SC Stadium para el Qatar SC Stadium.

### Jugadores extranjeros
El número de jugadores foráneos está restringida a 4 por equipo.
| Club              | Jugador 1         | Jugador 2          | Jugador 3         | Jugador AFC         |
| ----------------- | ----------------- | ------------------ | ----------------- | ------------------- |
| Lekhwiya SC       | Vladimír Weiss    | Chico Flores       | Youssef Msakni    | Nam Tae-Hee         |
| Al Sadd SC        | Grafite           | Muriqui            | Nadir Belhadj     | Lee Jung Soo        |
| El Jaish SC       | Anderson Martins  | Lucas Mendes       | Romarinho         | Lee Keun-Ho         |
| Qatar SC          | Rafik Halliche    | Hamdi Harbaoui     | Cho Young-Cheol   | Han Kook-Young      |
| Al-Gharafa SC     | Cicero            | Claudiu Keșerü     | Christian Bolaños | Mark Bresciano      |
| Al Ahli SC        | Dioko Kaluyituka  | Mulota Kabangu     | Jalal Hosseini    | Mojtaba Jabbari     |
| Umm-Salal         | Jérémie Aliadière | Ahmed Fathy        | Tuncay Şanlı      | Pejman Montazeri    |
| Al Kharaitiyat SC | Yves Diba Ilunga  | Domingos           | Issiar Dia        | Hassan Abdel-Fattah |
| Al-Arabi SC       | Paulinho          | Imoh Ezekiel       | Pablo Hernández   | Ashkan Dejagah      |
| Al-Sailiya SC     | Faouzi Aaish      | Issam Jemâa        |                   | Ali Al-Khaibari     |
| Al-Khor SC        | Julio Cesar       | Madson             | William           | Mohammad Mustafa    |
| Al-Wakrah SC      | Sebastián Sáez    | Mouhcine Moutouali | Ismail Belmaalem  | Reza Ghoochannejhad |
| Al-Fujairah SC    | Luciano Vázquez   | Álvaro Mejía       | Mehrdad Pooladi   | Masoud Shojaei      |
| Emirates          | Saïd Boutahar     | Maher Haddad       | Moumouni Dagano   | Mohammad Al-Dmeiri  |

## Tabla de posiciones
|     | Equipos de fútbol | PJ | G  | E  | P  | GF | GC | Dif | Pts |
| --- | ----------------- | -- | -- | -- | -- | -- | -- | --- | --- |
| 01. | Lekhwiya SC(C)    | 26 | 19 | 5  | 2  | 59 | 25 | +34 | 62  |
| 02. | Al Sadd           | 26 | 17 | 6  | 3  | 68 | 35 | +33 | 57  |
| 03. | El Jaish SC       | 26 | 15 | 2  | 9  | 54 | 33 | +21 | 47  |
| 04. | Qatar SC          | 26 | 14 | 4  | 8  | 51 | 40 | +11 | 46  |
| 05. | Al Ahli           | 26 | 11 | 5  | 10 | 48 | 40 | +8  | 38  |
| 06. | Al-Gharafa        | 26 | 11 | 3  | 12 | 48 | 54 | -6  | 36  |
| 07. | Al-Arabi          | 26 | 9  | 8  | 9  | 43 | 38 | +5  | 35  |
| 08. | Umm Salal SC      | 26 | 10 | 7  | 9  | 43 | 37 | +6  | 37  |
| 09. | Al Kharaitiyat    | 26 | 8  | 10 | 8  | 37 | 38 | -1  | 34  |
| 10. | Al-Khor           | 26 | 7  | 9  | 10 | 38 | 48 | -10 | 30  |
| 11. | Al Sailiya        | 26 | 8  | 5  | 13 | 40 | 54 | -14 | 29  |
| 12. | Al-Wakrah         | 26 | 6  | 5  | 15 | 34 | 52 | -18 | 23  |
| 13. | Al-Shahania(D)    | 26 | 5  | 5  | 16 | 26 | 57 | -31 | 20  |
| 14. | Al Shamal(D)      | 26 | 1  | 8  | 17 | 24 | 62 | -38 | 11  |

Pts = Puntos; PJ = Partidos jugados; G = Partidos ganados; E = Partidos empatados; P = Partidos perdidos; GF = Goles anotados; GC = Goles recibidos; Dif = Diferencia de goles

(C) = Campeón; (D) = Descendido.

Fuente:
1. 1 2  Disputarán las semifinales de la Copa del Emir. Si ganan la copa, clasifican a la fase preliminar de la Liga de Campeones de la AFC 2016.

|  | Liga de Campeones de la AFC 2016                         |
|  | Ronda de Play-Off de la Liga de Campeones de la AFC 2016 |
|  | Copa de Clubes Campeones del Golfo 2016                  |
|  | Descenso a la Qatargas League 2015-16                    |

## Estadísticas

### Goleadores
Actualizado al 16 de abril de 2015
| Posición | jugador             | Club           | Goles |
| -------- | ------------------- | -------------- | ----- |
| 1        | Dioko Kaluyituka    | Al-Ahli        | 25    |
| 2        | Hamdi Harbaoui      | Qatar SC       | 21    |
| 3        | Romarinho           | El Jaish       | 16    |
| 3        | Hassan Abdel Fattah | Al Kharitiyath | 16    |
| 3        | Julio Peu           | Al-Khor SC     | 16    |
| 6        | Meshaal Abdulla     | Al-Ahli        | 11    |
| 6        | Hassan Khalid       | Al-Sadd SC     | 11    |
| 6        | Khalfan Ibrahim     | Al-Sadd SC     | 11    |
| 6        | Paulinho            | Al-Arabi SC    | 11    |
| 6        | Issam Jemaa         | Al Sailiya     | 11    |
| 6        | Sebastián Sáez      | Al-Wakrah SC   | 11    |
| 6        | Tuncay Sanli        | Umm-Salal      | 11    |
| 6        | Sebastián Soria     | Lekhwiya SC    | 11    |

### Asistencias
| Posición | Jugador         | Club     | Asistencias |
| -------- | --------------- | -------- | ----------- |
| 1        | Nam Tae-Hee     | Al Sadd  | 12          |
| 2        | Rodrigo Tabata  | Al Sadd  | 7           |
| 3        | Mojtaba Jabbari | Al-Ahli  | 5           |
| 4        | Ashkan Dejagah  | Al-Arabi | 4           |